# 姜龍訖
姜 龍訖（カン・ヨンフル、1898年 - 1972年）は、在米韓国人の小説家。常に彼は、作品の素材を韓国や韓国人から見出している。

## 略歴
1898年に咸鏡南道洪原で生まれる。咸洪永生中学校を卒業。三・一独立運動後、アメリカに渡りボストン大学で医学、ハーバード大学で英米文学を専攻した。ブリタニカ百科事典の編集委員を歴任した。代表作は『草堂、The Grass Roof』で、日本統治時代 （日帝強占期）や三・一独立運動を背景とした自伝的な最初の英文長編小説である。この作品は1931年に出版され、1947年金星七によって第1巻は韓国語に翻訳されたが、第2巻は韓国語には翻訳できていない。しかし、ドイツ、フランス、ユーゴスラビア、チェコスロバキア等、10カ国において翻訳、刊行されている。
その後、ローマ大学、ミュンヘン大学、パリ大学等で研究を続け、ニューヨーク大学等で東洋文化や比較文学を講義する傍ら、小説『幸せな森、The Happy Grove』(1934)、『東洋人が見た西洋、East Goes West』や、戯曲『王室での殺人』(1935)などを発表した。
その他、翻訳書として『東洋の詩、Oriental Poetry』(1929)、韓龍雲の『あなたの沈黙、Nim-e Chimmuk』(1971、妻フランシス・キリーとの共訳)がある。英語教材やアメリカ史関係の叙述なども残している。
ソウル大学校文理科大学教授を歴任したりもした彼は、常に韓国や韓国人から作品の素材を見出した。アメリカ作家のパール・S・バック(Pearl Sydenstricker Buck)により「東方の最も輝やかしい叡智」と激賞されたこともある。
死去1年前の1971年にノーベル文学賞の候補者となっていたことが、選考から50年以上を経過してノーベル賞委員会が公表した候補者リストにより判明している。

## 作品
- 小説
  - 『幸せな森、The Happy Grove』(1934年)
  - 『東洋人が見た西洋、East Goes West』
  - 『草堂、The Grass Roof』(1931年)

- 戯曲『王室での殺人』(1935)

- 翻訳書
  - 韓龍雲の『あなたの沈黙、Nim-e Chimmuk』(1971、妻フランシス・キリーとの共訳)
  - 『東洋の詩、Oriental Poetry』(1929)